# Bielewo (przystanek kolejowy)
Bielewo – nieczynny kolejowy przystanek osobowy na linii nr 366 w Bielewie, w województwie wielkopolskim, w Polsce. Zachowała się wiata przystankowa i peron. Przystanek znajduje się na trasie Krzywińskiej Kolei Drezynowej.